# Saint-Germain-le-Fouilloux
Saint-Germain-le-Fouilloux è un comune francese di 1 035 abitanti situato nel dipartimento della Mayenne nella regione dei Paesi della Loira.

## Società

### Evoluzione demografica
Abitanti censiti